# Дламини, Барнабас Сибусисо
Барнабас Сибусисо Дламини (англ. Barnabas Sibusiso Dlamini; 15 мая 1942 — 28 сентября 2018) — свазилендский политик. Был премьер-министром Свазиленда с 1996 по 2003 год и вновь занимал этот пост с 23 октября 2008 по 4 сентября 2018 года.
Дламини был министром финансов с 1984 по 1993 год. С 1996 по 2003 год занимал пост премьер-министра, а в 2003 году стал членом Консультативного совета короля Мсвати III.
Дламини был одним из кандидатов, поддерживаемых правительством Свазиленда, на должность Председателя Комиссии Африканского союза в начале 2008 года. Однако правительство сняло его кандидатуру чтобы Сообщество развития стран Южной Африки (САДК) смогло представить единого кандидата.
После парламентских выборов 2008 года, Мсвати III снова назначил Дламини премьер-министром. Он был приведён к присяге 23 октября 2008 года. Скончался спустя неполный месяц после выхода на пенсию.